# 소지강

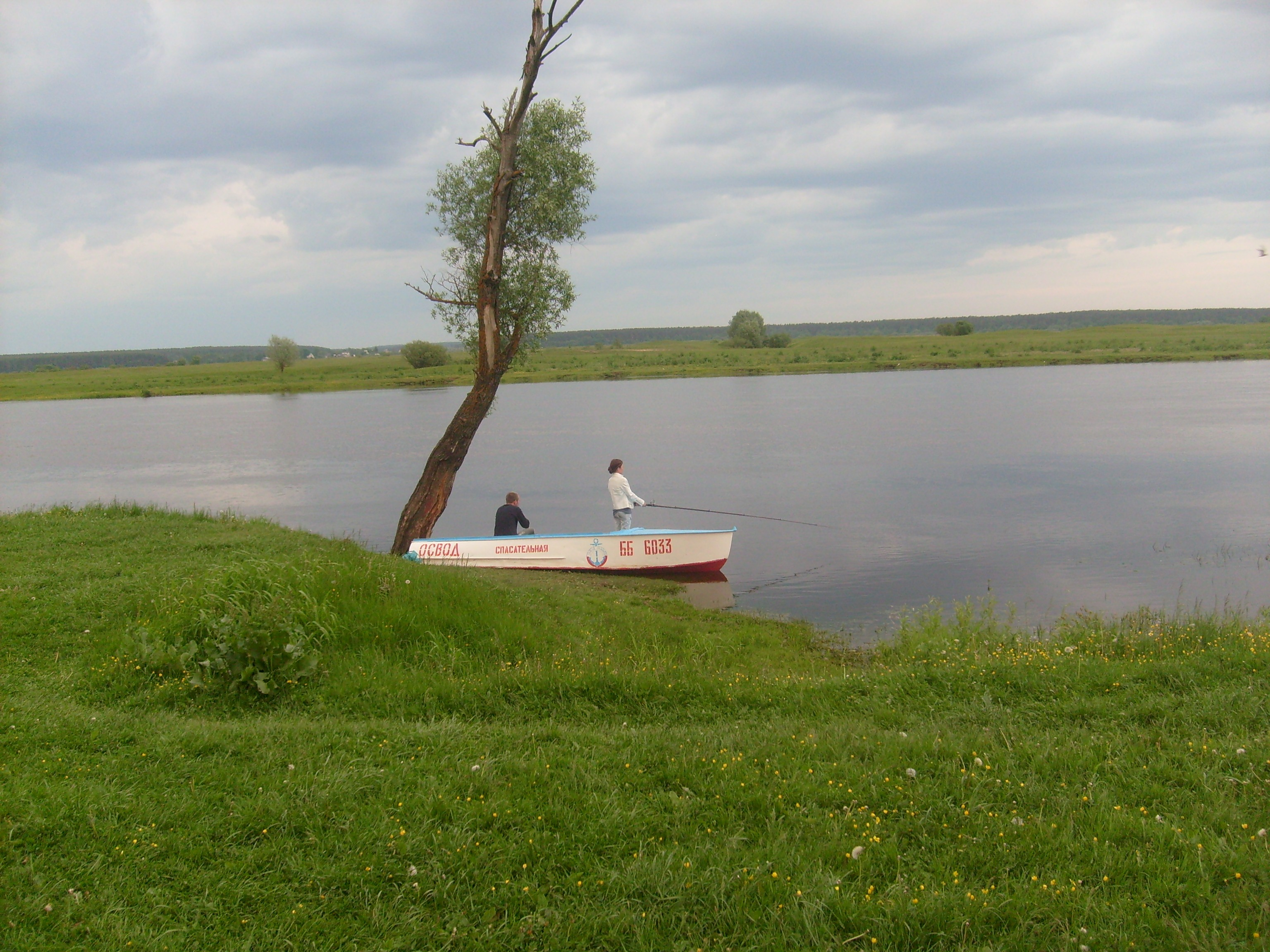

소지강(러시아어, 벨라루스어, 우크라이나어 Сож)은 러시아, 우크라이나, 벨라루스를 흐르는 강이다. 스몰렌스크주에서 발원을 한다.
유역 길이는 648 km, 유역 면적은 42,100 km2이다.